# Copa Roca 1945
La Copa Roca de 1945 fue un torneo amistoso de fútbol disputado entre la selección brasileña  y la selección argentina entre el 16 y el 23 de diciembre de 1945.
Argentina se quejó del clima de guerra que había creado Brasil. Según Guillermo Stábile, seleccionador argentino, "los dos partidos jugados en Río de Janeiro estuvieron rodeados de un ambiente que nos era ajeno, completamente desconocido, y que afectó en parte a sus resultados. La explosión incesante de fuegos artificiales en grandes cantidades, con una fragilidad indescriptible, aunque no fueran ellos los que depositaron seis veces el balón en la red de Vacca, rodeó aquellos partidos de una atmósfera totalmente nueva para nosotros." Según Mário Filho, fue una de las grandes victorias del fútbol brasileño, ya que Brasil venía de sufrir derrotas consecutivas ante Argentina.
El torneo tendría repercusiones en las siguientes ediciones de la Copa América. Con Brasil alegando que Argentina había creado un conflicto premeditado en el Campeonato Sudamericano 1946, y Brasil boicoteando el Campeonato Sudamericano 1947.

## Reglamento
El reglamento estipulaba que los dos equipos se enfrentarían en suelo brasileño en dos partidos. Al final de los dos partidos, el equipo con más puntos sería coronado campeón. Si los equipos quedaban empatados al final del segundo partido, independientemente de la diferencia de goles, se jugaría un tercer partido.

## Partido
Los argentinos se impusieron por 4-3 en el partido de ida, disputado en Estadio Pacaembú El primer gol llegó tras un pase de Labruna a Pedernera, que superó a Procopio y Domingos da Guia para abrir el marcador. Presionado por Leónidas, Salomón intentó volver a Vacca y acabó marcando en su contra. 1x1. Boyé sacó desde lejos y el fallo de Barbosa puso el 2-1. Ademir sirvió a Zizinho, que regateó dos veces a Peruca para empatar. 2-2. Leonidas tocó a Ademir para desempatar. 3 a 2. Tesourinha sirvió a Leónidas para marcar el cuarto, pero el árbitro señaló fuera de juego. Sued aprovechó error de Procopio para empatar el partido. 3 a 3. Labruna marcó el cuarto de los argentinos en el minuto 24. Fonda fue expulsado en el minuto 28 y Argentina jugó con diez jugadores. El periódico A Noite criticó a los porteros de ambos equipos.
Brasil ofreció una actuación de gala en el segundo partido. Brasil tuvo un comienzo fulgurante. Un penal para Leónidas que Zizinho desperdició con una parada de Vacca. Zizinho pasó a Leonidas, que disparó por encima del larguero. Un pase de Chico y Ademir se estrelló en el poste. Pero fue Argentina quien abrió el marcador, con un penalti de Procópio sobre Sued, que Pedernera no desaprovechó. 0-1. Centro de Lima y Ademir empata. 1 a 1. Ademir comete penalti y Leónidas desempata. 2-1. En la segunda parte, Martino empató con un disparo raso. 2-2. Zizinho sirve a Chico, que marca el tercero. 3 a 2. Heleno cede a Zizinho. 4 a 2. Chico pasa a Heleno. 5 a 2. Heleno pasa a Ademir para finalizar el marcador. 6 a 2. Jornal dos Sports elogió las combinaciones ofensivas de Leonidas, Ademir y Zizinho. También elogió al equipo en su conjunto. El seleccionador argentino acusó a los aficionados brasileños de crear un clima de guerra durante el partido. Fue la mayor derrota del equipo argentino hasta la fecha. En una entrevista concedida a la revista Placar en 1978, Ángel Labruna recordaba que la derrota sirvió de motivación para el partido decisivo del Campeonato Sudamericano 1946: "Aquel día, Chico, un tipo atropellador, un extremo izquierdo muy fogoso, cargó contra nuestro portero y tuvimos que sustituirlo. No voy a decir que fue la causa de la derrota, pero sé que se nos quedó grabado en la garganta".
En la desempate, Brasil volvió a ganar. La primera parte fue dominada por Brasil, pero la segunda estuvo completamente equilibrada. Chico sacó un córner y Heleno abrió el marcador. Salvini empató por mediación de Pontini. 1 a 1. Ademir centró, Leonidas hizo un regate corporal para Lima, que disparó para hacer el 2-1. Leonidas centró y Fonda disparó en propia puerta. 3 a 1. Leônidas da Silva, lesionado, entró en la segunda parte y participó en los dos goles de la victoria brasileña. El Jornal dos Sports destacó que la victoria fue contra la "Fina Flor" del fútbol argentino. Los argentinos admitieron la superioridad de los brasileños, pero lamentaron las lesiones de José Salomón en el primer partido y de Norberto Méndez.

## Resultado
| 1     | POR   | Moacir Barbosa Nascimento |  |
|       | DEF   | Domingos da Guia          |  |
|       | DEF   | Norival                   |  |
|       | DEF   | Rui Campos                |  |
|       | MED   | Zizinho                   |  |
|       | MED   | Zezé Procópio             |  |
|       | MED   | Jayme de Almeida          |  |
|       | MED   | Tesourinha                |  |
|       | DEL   | Ademir Marques de Menezes |  |
|       | DEL   | Chico                     |  |
|       | DEL   | Leônidas da Silva         |  |
| D. T. | D. T. | Flávio Costa              |  |

| 1     | POR   | Claudio Vacca         |  |
|       | DEF   | José Salomón          |  |
|       | DEF   | Carlos Sosa           |  |
|       | MED   | Juan Carlos Sobrero   |  |
|       | MED   | Ángel Perucca         |  |
|       | MED   | José Ramos            |  |
|       | DEL   | Adolfo Pedernera      |  |
|       | DEL   | Ángel Labruna         |  |
|       | DEL   | Norberto Méndez       |  |
|       | DEL   | Mario Boyé            |  |
|       | DEL   | Ezra Sued             |  |
| D. T. | D. T. | Ángel Fernández Roca; |  |

| 09'; 43'; 55'; | José Salomón; Zizinho; Ademir Marques de Menezes | 3:4 |

| 14'; 39'; 62'; 64'; | Adolfo Pedernera; Ángel Labruna; Mario Boyé; Ezra Sued | 3:4 |

| 1     | POR   | Moacir Barbosa Nascimento |  |
|       | DEF   | Domingos da Guia          |  |
|       | DEF   | Norival                   |  |
|       | DEF   | Rui Campos                |  |
|       | MED   | Zizinho                   |  |
|       | MED   | Zezé Procópio             |  |
|       | MED   | Jayme de Almeida          |  |
|       | MED   | Tesourinha                |  |
|       | DEL   | Ademir Marques de Menezes |  |
|       | DEL   | Chico                     |  |
|       | DEL   | Leônidas da Silva         |  |
| D. T. | D. T. | Flávio Costa              |  |

| 1     | POR   | Claudio Vacca         |  |
|       | DEF   | José Salomón          |  |
|       | DEF   | Carlos Sosa           |  |
|       | MED   | Juan Carlos Sobrero   |  |
|       | MED   | Ángel Perucca         |  |
|       | MED   | José Ramos            |  |
|       | DEL   | Adolfo Pedernera      |  |
|       | DEL   | Ángel Labruna         |  |
|       | DEL   | Norberto Méndez       |  |
|       | DEL   | Mario Boyé            |  |
|       | DEL   | Ezra Sued             |  |
| D. T. | D. T. | Ángel Fernández Roca; |  |

| 09'; 43'; 55'; | José Salomón; Zizinho; Ademir Marques de Menezes | 3:4 |

| 14'; 39'; 62'; 64'; | Adolfo Pedernera; Ángel Labruna; Mario Boyé; Ezra Sued | 3:4 |

| 1     | POR   | Moacir Barbosa Nascimento |  |
|       | DEF   | Domingos da Guia          |  |
|       | DEF   | Norival                   |  |
|       | DEF   | Rui Campos                |  |
|       | MED   | Zizinho                   |  |
|       | MED   | Zezé Procópio             |  |
|       | MED   | Jayme de Almeida          |  |
|       | MED   | Tesourinha                |  |
|       | DEL   | Ademir Marques de Menezes |  |
|       | DEL   | Chico                     |  |
|       | DEL   | Leônidas da Silva         |  |
| D. T. | D. T. | Flávio Costa              |  |

| 1     | POR   | Claudio Vacca         |  |
|       | DEF   | José Salomón          |  |
|       | DEF   | Carlos Sosa           |  |
|       | MED   | Juan Carlos Sobrero   |  |
|       | MED   | Ángel Perucca         |  |
|       | MED   | José Ramos            |  |
|       | DEL   | Adolfo Pedernera      |  |
|       | DEL   | Ángel Labruna         |  |
|       | DEL   | Norberto Méndez       |  |
|       | DEL   | Mario Boyé            |  |
|       | DEL   | Ezra Sued             |  |
| D. T. | D. T. | Ángel Fernández Roca; |  |

| 09'; 43'; 55'; | José Salomón; Zizinho; Ademir Marques de Menezes | 3:4 |

| 14'; 39'; 62'; 64'; | Adolfo Pedernera; Ángel Labruna; Mario Boyé; Ezra Sued | 3:4 |

| 1     | POR   | Moacir Barbosa Nascimento |  |
|       | DEF   | Domingos da Guia          |  |
|       | DEF   | Norival                   |  |
|       | DEF   | Rui Campos                |  |
|       | MED   | Zizinho                   |  |
|       | MED   | Zezé Procópio             |  |
|       | MED   | Jayme de Almeida          |  |
|       | MED   | Tesourinha                |  |
|       | DEL   | Ademir Marques de Menezes |  |
|       | DEL   | Chico                     |  |
|       | DEL   | Leônidas da Silva         |  |
| D. T. | D. T. | Flávio Costa              |  |

| 1     | POR   | Claudio Vacca         |  |
|       | DEF   | José Salomón          |  |
|       | DEF   | Carlos Sosa           |  |
|       | MED   | Juan Carlos Sobrero   |  |
|       | MED   | Ángel Perucca         |  |
|       | MED   | José Ramos            |  |
|       | DEL   | Adolfo Pedernera      |  |
|       | DEL   | Ángel Labruna         |  |
|       | DEL   | Norberto Méndez       |  |
|       | DEL   | Mario Boyé            |  |
|       | DEL   | Ezra Sued             |  |
| D. T. | D. T. | Ángel Fernández Roca; |  |

| 09'; 43'; 55'; | José Salomón; Zizinho; Ademir Marques de Menezes | 3:4 |

| 14'; 39'; 62'; 64'; | Adolfo Pedernera; Ángel Labruna; Mario Boyé; Ezra Sued | 3:4 |

| 1     | POR   | Ary                       |  |
|       | DEF   | Domingos da Guia          |  |
|       | DEF   | Norival                   |  |
|       | DEF   | Rui Campos                |  |
|       | MED   | Zizinho                   |  |
|       | MED   | Zezé Procópio             |  |
|       | MED   | Jayme de Almeida          |  |
|       | MED   | Lima                      |  |
|       | DEL   | Ademir Marques de Menezes |  |
|       | DEL   | Chico                     |  |
|       | DEL   | Leônidas da Silva         |  |
| D. T. | D. T. | Flávio Costa              |  |

| 1     | POR   | Claudio Vacca       |  |
|       | DEF   | José Marante        |  |
|       | DEF   | Carlos Sosa         |  |
|       | MED   | Juan Carlos Sobrero |  |
|       | MED   | Ángel Perucca       |  |
|       | MED   | José Ramos          |  |
|       | DEL   | Adolfo Pedernera    |  |
|       | DEL   | Rinaldo Martino     |  |
|       | DEL   | René Pontoni        |  |
|       | DEL   | Mario Boyé          |  |
|       | DEL   | Ezra Sued           |  |
| D. T. | D. T. | Guillermo Stábile;  |  |

| 34'; 39'; 64'; 75'; 82'; 84'; | Leônidas da Silva; Zizinho; Ademir Marques de Menezes; Chico | 6:2 |

| 30'; 46'; | Adolfo Pedernera; Rinaldo Martino | 6:2 |

| 1     | POR   | Ary                       |  |
|       | DEF   | Domingos da Guia          |  |
|       | DEF   | Norival                   |  |
|       | DEF   | Rui Campos                |  |
|       | MED   | Zizinho                   |  |
|       | MED   | Zezé Procópio             |  |
|       | MED   | Jayme de Almeida          |  |
|       | MED   | Lima                      |  |
|       | DEL   | Ademir Marques de Menezes |  |
|       | DEL   | Chico                     |  |
|       | DEL   | Leônidas da Silva         |  |
| D. T. | D. T. | Flávio Costa              |  |

| 1     | POR   | Claudio Vacca       |  |
|       | DEF   | José Marante        |  |
|       | DEF   | Carlos Sosa         |  |
|       | MED   | Juan Carlos Sobrero |  |
|       | MED   | Ángel Perucca       |  |
|       | MED   | José Ramos          |  |
|       | DEL   | Adolfo Pedernera    |  |
|       | DEL   | Rinaldo Martino     |  |
|       | DEL   | René Pontoni        |  |
|       | DEL   | Mario Boyé          |  |
|       | DEL   | Ezra Sued           |  |
| D. T. | D. T. | Guillermo Stábile;  |  |

| 34'; 39'; 64'; 75'; 82'; 84'; | Leônidas da Silva; Zizinho; Ademir Marques de Menezes; Chico | 6:2 |

| 30'; 46'; | Adolfo Pedernera; Rinaldo Martino | 6:2 |

| 1     | POR   | Ary                       |  |
|       | DEF   | Domingos da Guia          |  |
|       | DEF   | Norival                   |  |
|       | DEF   | Rui Campos                |  |
|       | MED   | Zizinho                   |  |
|       | MED   | Zezé Procópio             |  |
|       | MED   | Jayme de Almeida          |  |
|       | MED   | Lima                      |  |
|       | DEL   | Ademir Marques de Menezes |  |
|       | DEL   | Chico                     |  |
|       | DEL   | Leônidas da Silva         |  |
| D. T. | D. T. | Flávio Costa              |  |

| 1     | POR   | Claudio Vacca       |  |
|       | DEF   | José Marante        |  |
|       | DEF   | Carlos Sosa         |  |
|       | MED   | Juan Carlos Sobrero |  |
|       | MED   | Ángel Perucca       |  |
|       | MED   | José Ramos          |  |
|       | DEL   | Adolfo Pedernera    |  |
|       | DEL   | Rinaldo Martino     |  |
|       | DEL   | René Pontoni        |  |
|       | DEL   | Mario Boyé          |  |
|       | DEL   | Ezra Sued           |  |
| D. T. | D. T. | Guillermo Stábile;  |  |

| 34'; 39'; 64'; 75'; 82'; 84'; | Leônidas da Silva; Zizinho; Ademir Marques de Menezes; Chico | 6:2 |

| 30'; 46'; | Adolfo Pedernera; Rinaldo Martino | 6:2 |

| 1     | POR   | Ary                       |  |
|       | DEF   | Domingos da Guia          |  |
|       | DEF   | Norival                   |  |
|       | DEF   | Rui Campos                |  |
|       | MED   | Zizinho                   |  |
|       | MED   | Zezé Procópio             |  |
|       | MED   | Jayme de Almeida          |  |
|       | MED   | Lima                      |  |
|       | DEL   | Ademir Marques de Menezes |  |
|       | DEL   | Chico                     |  |
|       | DEL   | Leônidas da Silva         |  |
| D. T. | D. T. | Flávio Costa              |  |

| 1     | POR   | Claudio Vacca       |  |
|       | DEF   | José Marante        |  |
|       | DEF   | Carlos Sosa         |  |
|       | MED   | Juan Carlos Sobrero |  |
|       | MED   | Ángel Perucca       |  |
|       | MED   | José Ramos          |  |
|       | DEL   | Adolfo Pedernera    |  |
|       | DEL   | Rinaldo Martino     |  |
|       | DEL   | René Pontoni        |  |
|       | DEL   | Mario Boyé          |  |
|       | DEL   | Ezra Sued           |  |
| D. T. | D. T. | Guillermo Stábile;  |  |

| 34'; 39'; 64'; 75'; 82'; 84'; | Leônidas da Silva; Zizinho; Ademir Marques de Menezes; Chico | 6:2 |

| 30'; 46'; | Adolfo Pedernera; Rinaldo Martino | 6:2 |

| 1     | POR   | Ary                       |  |
|       | DEF   | Domingos da Guia          |  |
|       | DEF   | Norival                   |  |
|       | DEF   | Rui Campos                |  |
|       | MED   | Zizinho                   |  |
|       | MED   | Zezé Procópio             |  |
|       | MED   | Jayme de Almeida          |  |
|       | MED   | Heleno de Freitas         |  |
|       | DEL   | Ademir Marques de Menezes |  |
|       | DEL   | Chico                     |  |
|       | DEL   | Lima                      |  |
| D. T. | D. T. | Flávio Costa              |  |

| 1     | POR   | Gabriel Ogando      |  |
|       | DEF   | José Salomón        |  |
|       | DEF   | Juan Carlos Fonda   |  |
|       | MED   | José Batagliero     |  |
|       | MED   | Jorge Alberti       |  |
|       | MED   | León Strembel       |  |
|       | DEL   | Adolfo Pedernera    |  |
|       | DEL   | Ángel Labruna       |  |
|       | DEL   | Rinaldo Martino     |  |
|       | DEL   | Juan Carlos Salvini |  |
|       | DEL   | Ezra Sued           |  |
| D. T. | D. T. | Guillermo Stábile;  |  |

| 59'; 84'; 87'; | Heleno de Freitas; Lima; Juan Carlos Fonda | 3:1 |

| 14'; | Rinaldo Martino; | 3:1 |

| 1     | POR   | Ary                       |  |
|       | DEF   | Domingos da Guia          |  |
|       | DEF   | Norival                   |  |
|       | DEF   | Rui Campos                |  |
|       | MED   | Zizinho                   |  |
|       | MED   | Zezé Procópio             |  |
|       | MED   | Jayme de Almeida          |  |
|       | MED   | Heleno de Freitas         |  |
|       | DEL   | Ademir Marques de Menezes |  |
|       | DEL   | Chico                     |  |
|       | DEL   | Lima                      |  |
| D. T. | D. T. | Flávio Costa              |  |

| 1     | POR   | Gabriel Ogando      |  |
|       | DEF   | José Salomón        |  |
|       | DEF   | Juan Carlos Fonda   |  |
|       | MED   | José Batagliero     |  |
|       | MED   | Jorge Alberti       |  |
|       | MED   | León Strembel       |  |
|       | DEL   | Adolfo Pedernera    |  |
|       | DEL   | Ángel Labruna       |  |
|       | DEL   | Rinaldo Martino     |  |
|       | DEL   | Juan Carlos Salvini |  |
|       | DEL   | Ezra Sued           |  |
| D. T. | D. T. | Guillermo Stábile;  |  |

| 59'; 84'; 87'; | Heleno de Freitas; Lima; Juan Carlos Fonda | 3:1 |

| 14'; | Rinaldo Martino; | 3:1 |

| 1     | POR   | Ary                       |  |
|       | DEF   | Domingos da Guia          |  |
|       | DEF   | Norival                   |  |
|       | DEF   | Rui Campos                |  |
|       | MED   | Zizinho                   |  |
|       | MED   | Zezé Procópio             |  |
|       | MED   | Jayme de Almeida          |  |
|       | MED   | Heleno de Freitas         |  |
|       | DEL   | Ademir Marques de Menezes |  |
|       | DEL   | Chico                     |  |
|       | DEL   | Lima                      |  |
| D. T. | D. T. | Flávio Costa              |  |

| 1     | POR   | Gabriel Ogando      |  |
|       | DEF   | José Salomón        |  |
|       | DEF   | Juan Carlos Fonda   |  |
|       | MED   | José Batagliero     |  |
|       | MED   | Jorge Alberti       |  |
|       | MED   | León Strembel       |  |
|       | DEL   | Adolfo Pedernera    |  |
|       | DEL   | Ángel Labruna       |  |
|       | DEL   | Rinaldo Martino     |  |
|       | DEL   | Juan Carlos Salvini |  |
|       | DEL   | Ezra Sued           |  |
| D. T. | D. T. | Guillermo Stábile;  |  |

| 59'; 84'; 87'; | Heleno de Freitas; Lima; Juan Carlos Fonda | 3:1 |

| 14'; | Rinaldo Martino; | 3:1 |

| 1     | POR   | Ary                       |  |
|       | DEF   | Domingos da Guia          |  |
|       | DEF   | Norival                   |  |
|       | DEF   | Rui Campos                |  |
|       | MED   | Zizinho                   |  |
|       | MED   | Zezé Procópio             |  |
|       | MED   | Jayme de Almeida          |  |
|       | MED   | Heleno de Freitas         |  |
|       | DEL   | Ademir Marques de Menezes |  |
|       | DEL   | Chico                     |  |
|       | DEL   | Lima                      |  |
| D. T. | D. T. | Flávio Costa              |  |

| 1     | POR   | Gabriel Ogando      |  |
|       | DEF   | José Salomón        |  |
|       | DEF   | Juan Carlos Fonda   |  |
|       | MED   | José Batagliero     |  |
|       | MED   | Jorge Alberti       |  |
|       | MED   | León Strembel       |  |
|       | DEL   | Adolfo Pedernera    |  |
|       | DEL   | Ángel Labruna       |  |
|       | DEL   | Rinaldo Martino     |  |
|       | DEL   | Juan Carlos Salvini |  |
|       | DEL   | Ezra Sued           |  |
| D. T. | D. T. | Guillermo Stábile;  |  |

| 59'; 84'; 87'; | Heleno de Freitas; Lima; Juan Carlos Fonda | 3:1 |

| 14'; | Rinaldo Martino; | 3:1 |

| Bandera de Brasil |
| Campeón Brasil    |
| 3.er título       |

## Goles
| Futbolista                | Selección | Goles   |
| ------------------------- | --------- | ------- |
| Ademir Marques de Menezes | Brasil    | 3       |
| Rinaldo Martino           | Argentina | 2       |
| Adolfo Pedernera          | Argentina | 2       |
| Mario Boyé                | Argentina | 1       |
| Ezra Sued                 | Argentina | 1       |
| Ángel Labruna             | Argentina | 1       |
| Lima                      | Brasil    | 1       |
| Chico                     | Brasil    | 1       |
| José Salomón              | Argentina | Autogol |
| Juan Carlos Fonda         | Argentina | Autogol |

## Asistentes
| Jugador                   | Selección | Asistente |
| ------------------------- | --------- | --------- |
| Ademir Marques de Menezes | Brasil    | 3         |
| Heleno de Freitas         | Brasil    | 2         |
| Chico                     | Brasil    | 2         |
| Leônidas da Silva         | Brasil    | 2         |
| Ángel Labruna             | Argentina | 1         |
| Ezra Sued                 | Argentina | 1         |
| René Pontoni              | Argentina | 1         |
| Lima                      | Brasil    | 1         |
| Zizinho                   | Brasil    | 1         |